# Furnica electrică
Furnica electrică (1991) (titlu original Minority Report) este o culegere de povestiri a scriitorului american Philip K. Dick. A fost tipărită pentru prima oară de Gollancz în 2002. Majoritatea povestirilor au apărut inițial în revistele Fantastic Universe, Astounding, Space Science Fiction, Galaxy Science Fiction, Worlds of Tomorrow și Fantasy and Science Fiction.

## Conținutul ediției americane
- untitled interview
- Introduction, by Malcolm Edwards
- "The Minority Report"
- "Impostor"
- "Second Variety"
- "War Game"
- "What the Dead Men Say"
- "Oh, to Be a Blobel!"
- "The Electric Ant"
- "Faith of Our Fathers"
- "We Can Remember It for You Wholesale"

## Conținutul ediției românești
În ediția românească lipsesc interviul și introducerea, iar ordinea povestirilor este modificată.
- Impostorul (Impostor)
- Varietatea a doua (Second Variety)
- Raport minoritar (The Minority Report)
- Un joc de război (War Game)
- Ce spun morții (What the Dead Men Say)
- Ah, să fii gelat!... (Oh, to Be a Blobel!)
- Amintiri garantate (We Can Remember It for You Wholesale)
- Credința părinților noștri (Faith of Our Fathers)
- Furnica electrică (The Electric Ant)

## Traduceri în limba română
- 1996-martie - povestirea „Furnica electrică” în Anticipația CPSF #532, traducere Cristian Lăzărescu
- 2006 - Furnica electrică, Ed. Nemira, Colecția "Nautilus", traducere Ion Doru Brana, 400 pag., ISBN 978-973-569-868-3
- 2012 - Furnica electrică (cartonată), Ed. Nemira, Colecția "Nautilus", traducere Ion Doru Brana, 384 pag., ISBN 978-606-579-387-3